# Slava Stetsko
Iaroslava « Slava » Stetsko (née, en ukrainien : Ганна-Євгенія Йосипівна Музика Hanna Evguenia Iossypivna Mouzika, le 14 mai 1920 à Romanówka en Pologne et morte le 12 mars 2003) est une femme politique et ancienne combattante ukrainienne.

## Biographie
Elle devint membre de l'Organisation des nationalistes ukrainiens en 1938 et suivi Stepan Bandera en 1940 lors de la création de l' OUN-B. Elle combattait avec l'UPA lors de la seconde guerre mondiale. A la fin de la guerre elle devint un membre directeur du Congrès des nationalistes ukrainiens et en prit la tête à la mort de son mari.

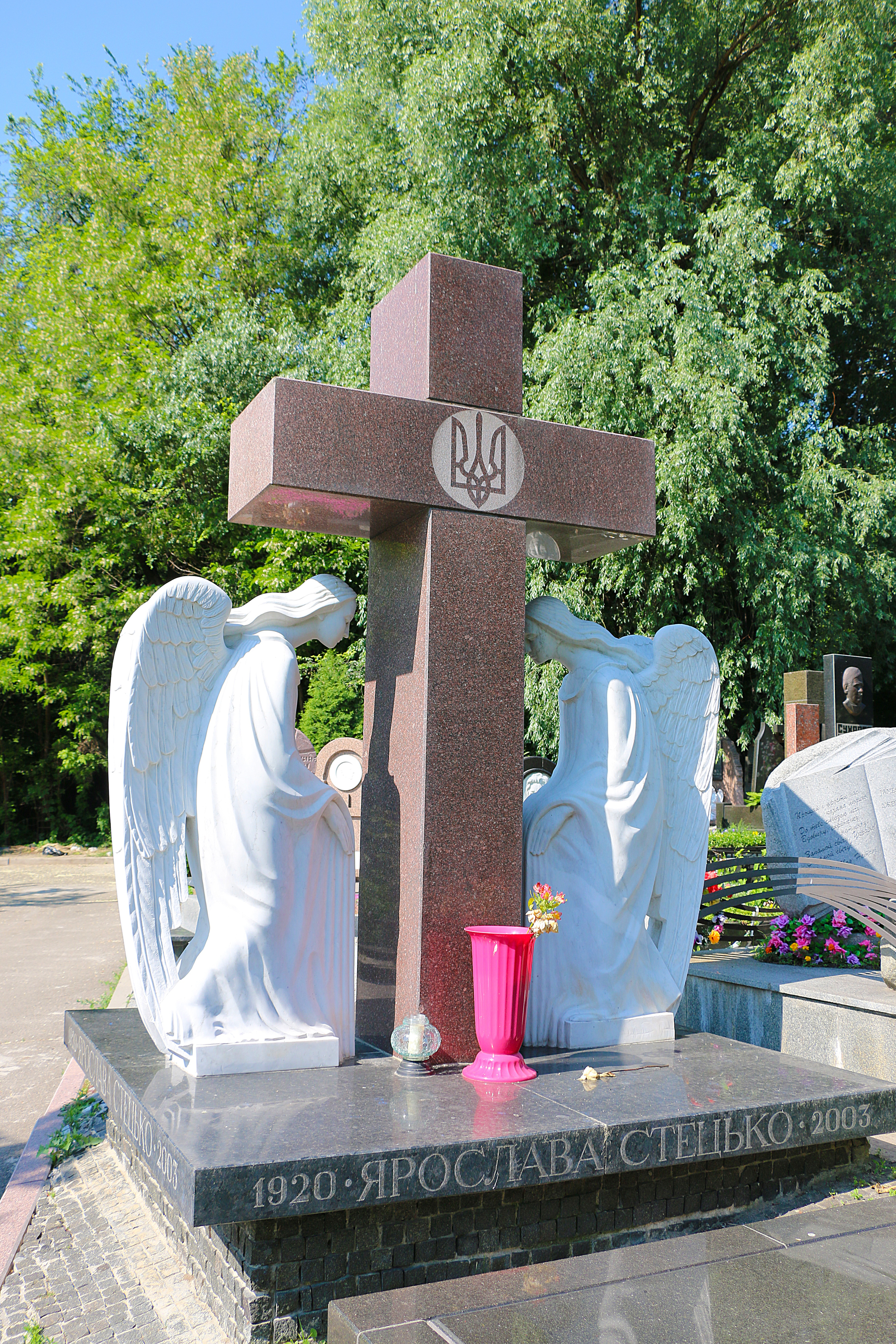
Sa tombe au cimetière Baïkov.

Elle revint en Ukraine en 1991 et fut élue députée de la IIe, IIIe et IVe rada ukrainienne.
Slava est mariée avec Iaroslav Stetsko.

## Hommages

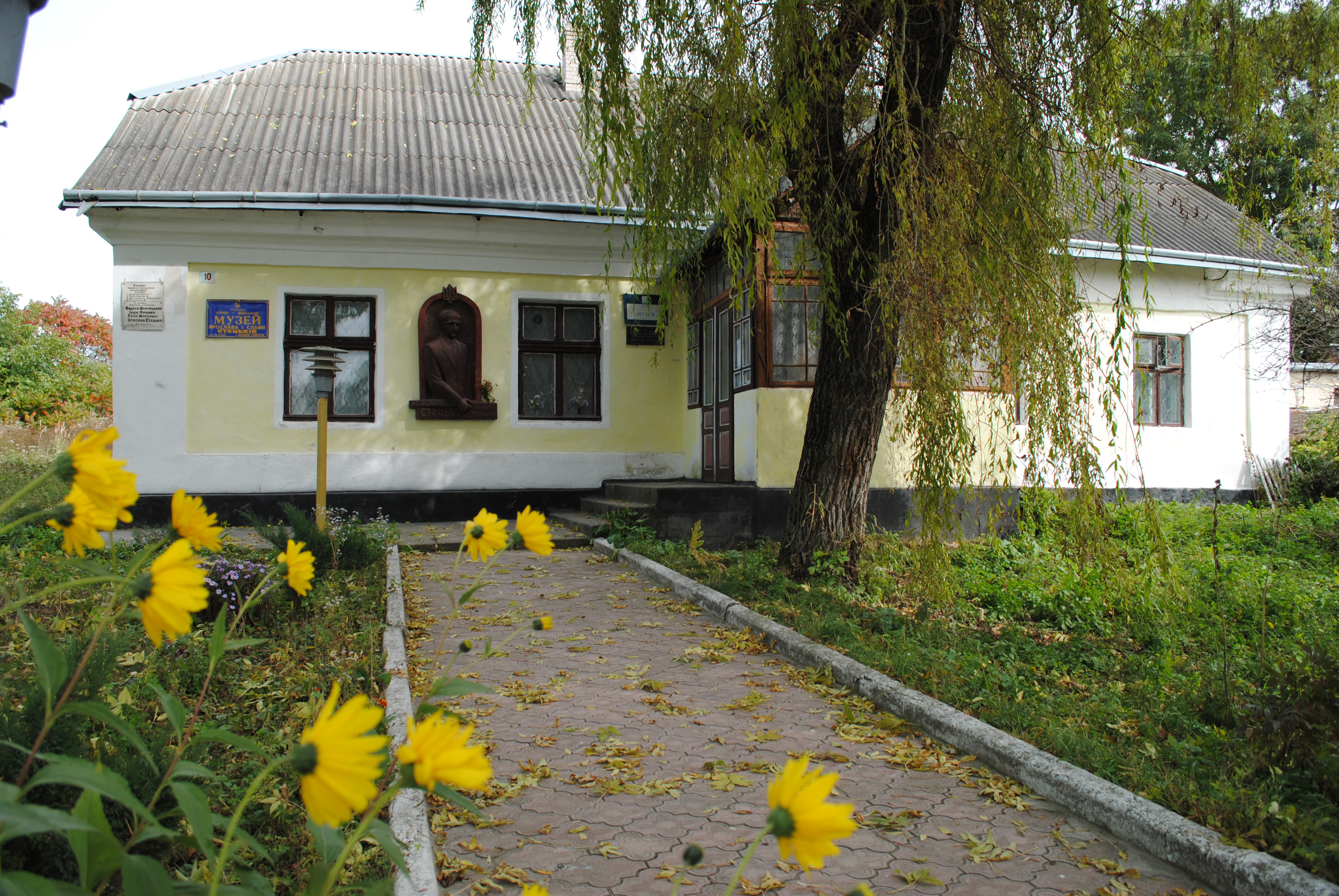
Musée Slava et Iaroslav Stetsko à Velykyi Hlybochok du raïon de Ternopil.
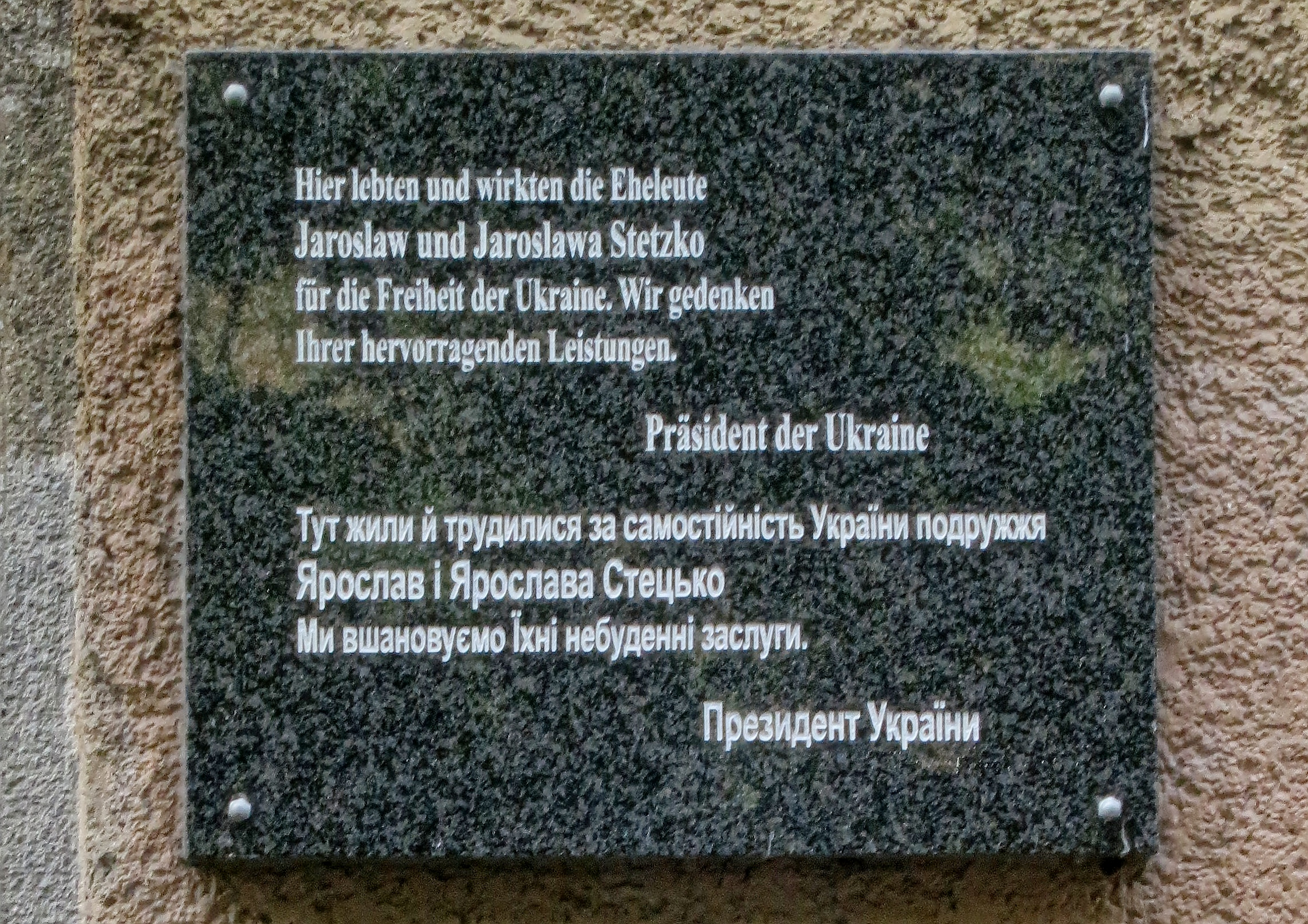
Plaque à Munich.